# Краснянська сільська рада (Надвірнянський район)
| Краснянська сільська рада — орган місцевого самоврядування у Надвірнянському районі Івано-Франківської області з адміністративним центром у с. Красна. Водоймища на території, підпорядкованій даній раді: річка Красник. Сільській раді підпорядковані населені пункти: - с. Красна — населення 3 226 ос.; площа 28,187 км²; засн. в 1456 році |

## Склад ради
Рада складається з 24 депутатів та голови.

### Керівний склад ради
| ПІБ                          | Основні відомості                                                 | Дата обрання | Дата звільнення |
| ---------------------------- | ----------------------------------------------------------------- | ------------ | --------------- |
| Богдан Федорович Левицький   | Сільський голова, 1957 року народження, освіта, безпартійний      | 26.03.2006   | 31.10.2010      |
| Василь Ярославович Завальнюк | Сільський голова, 1970 року народження, освіта вища, безпартійний | 31.10.2010   |                 |

Примітка: таблиця складена за даними джерела